# سوریل اندره‌سن
سوریل اندره‌سن (دانمارکی: Cyril Andresen; ۲۳ نوامبر ۱۹۲۹ – ۱۲ سپتامبر ۱۹۷۷) قایقران قایق بادبانی اهل دانمارک بود.